# Yoon Shi-yoon
Đây là một tên người Triều Tiên, họ là Yoon.
Yoon Shi-yoon (tiếng Hàn: 윤시윤; tên khai sinh là Yoon Dong-gu, sinh ngày 26 tháng 9 năm 1986) là nam diễn viên, ca sĩ, người dẫn chương trình truyền hình Hàn Quốc. Anh nổi tiếng với những vai chính trong Vua bánh mì (King of baking, Kim Takgu), Mỹ nam nhà bên (Flower boy next door) và Chiếc gương của phù thủy (Mirror of the witch), Gia đình là số 1 phần 2 ( Hàn Quốc ). Năm 2016, anh trở thành thành viên của chương trình truyền hình tạp kĩ 2 Ngày & 1 Đêm (2 Days & 1 Night).

## Tiểu sử
Yoon sinh ra với tên Yoon Dong-gu, là tên anh đã sử dụng cho đến khi công ty quản lý của anh chính thức đề nghị thay đổi tên của anh khi bắt đầu lên đại học, tại một thị trấn nhỏ ở Suncheon. Anh là người con duy nhất trong gia đình. Khi còn nhỏ anh đã được ông bà nuôi dưỡng. Khoảng thời gian đó, khi những đứa trẻ đồng trang lứa với anh đến nhà trẻ và học tiếng Anh, Yoon đã đến Seodang, một ngôi trường truyền thống dạy đạo Nho và học về văn hóa Trung Quốc. Tuổi thơ đặc biệt của Yoon sau đó được tiết lộ qua bài hát của anh Grandpa's Bicycle (Xe đạp của ông) hát cho chương trình Những người bạn chân đất (Barefooted Friends).

## Sự nghiệp

### 2009–2010: Ra mắt và Đột phá
Yoon đã ra mắt qua sitcom Gia đình là số một (phần 2) (High Kick Through the Roof) và nhanh chóng trở nên nổi tiếng. Trong sitcom, Yoon vào vai Jun-hyuk, một thiếu niên gần như bất trị. Anh được đề cử cho giải thưởng Nam diễn viên mới xuất sắc nhất mảng truyền hình tại  Baeksang Arts Awards, và thắng giải Cặp đôi đẹp nhất của đài MBC với bạn diễn Shin Se-kyung.
Năm sau đó, 2010, Yoon được chọn vào vai chính trong bộ phim truyền hình Vua bánh mì (King of Baking, Kim Takgu). Biên kịch của bộ phim, Kang Eun-kyung, đã quan sát Yoon trong High Kick Through the Roof và chọn anh cho vai diễn này. Bộ phim là một trong những chương trình được nhiều người xem nhất tại Hàn Quốc năm 2010, với tỉ suất người xem ở tập cuối đạt 50.8%. Đó cũng là đánh giá cao thứ 25 của phim truyền hình Hàn Quốc trong mọi thời đại, theo đó đạt tới danh hiệu "National Drama"(Phim truyền hình Quốc dân). Sự nổi tiếng của Yoon tăng lên nhanh chóng, và anh đã thắng giải Phim truyền hình xuất sắc nhất tại Korean Entertainment Culture Awards lần thứ 11.
Cùng năm đó, Yoon cho ra rạp bộ phim điện ảnh đầu tay của mình với vai chính trong bộ phim kinh dị Hồi chuông tử thần 2 (Death Bell 2: Bloody Camp).

### 2011–2014: Các vai diễn chính
Năm 2011, Yoon anh đảm nhận vai của Kim Jaewon, người chịu thiệt trong vụ việc pháp lý phức tạp, trong bộ phim Tình cảm - Hài hước Me Too, Flower! với vai một Triệu phú đóng giả như là một nhân viên đỗ xe và vướng vào mối quan hệ với một nữ cảnh sát (Lee Ji-ah). Sau đó, bộ phim nhận được đánh giá tỉ suất người xem thấp và phải sớm kết thúc.
Năm 2012, Yoon nhận vai trong một web drama Nhật Bản Brand Guardians, kể về câu chuyện của một người trẻ Hàn Quốc đến Nhật Bản làm việc như là một nhà thiết kế thời trang. Dự án được biên soạn bởi  JAFIC (Japan Apparel-Fashion Industry Council) để nâng cao nhận thức của thời trang Nhật Bản. Sau đó anh có bộ phim truyền hình Trung Quốc đầu tiên Happy Noodles. Vào ngày 8 tháng 12, Yoon thắng giải thưởng Ngôi sao được yêu thích nhất tại Trung Quốc (Popular Star Prize in China) ở 2012 Asia Top 10 Popular Star Awards, CETV.
Năm 2013, anh vào vai chính trong bộ phim truyền hình đài cáp Mỹ nam nhà bên (Flower Boys Next Door), là bộ phim thứ ba trong series ăn khách"flower boy"của đài tvN. Yoon đóng vai một nhà sản xuất game và phim hoạt hình nổi tiếng người Tây Ban Nha gốc Hàn, người đã tình cờ bước vào cuộc sống thầm lặng của một cô gái giống như"cô gái tóc dài" Rapunzel, Go Dok Mi (Park Shin-hye). Bộ phim là Drama nhận được tiền chuyển nhượng bản quyền sang Nhật Bản cao nhất từ trước đến nay với một bộ phim truyền hình cáp. Yoon sau đó trở thành thành viên của Những người bạn chân đất (Barefooted Friends), là chương trình giải trí tạp kĩ đầu tiên của anh. Vào tháng 10, Yoon anh nhận vai trong bộ phim của KBS Thủ tướng và Tôi (Prime Minister and I), cùng với Lee Beom-soo và thành viên của nhóm nhạc Girls' Generation Yoona.
Năm 2014, Yoon vào vai chính cùng với Yeo Jin-goo trong bộ phim điện ảnh Mr. Perfect, nhân vật của anh là một tay golf chuyên nghiệp, thành công sớm nên quá tự mãn rồi đánh mất tất cả những gì đang có, sau đó anh tìm lại hi vọng và ý nghĩa cuộc sống khi trở thành huấn luyện viên dạy golf để cứu một ngôi trường ở làng quê khỏi bị phá dỡ.

### 2016-2017: Trở lại sau Nghĩa vụ quân sự
Sau khi hoàn thành nghĩa vụ quân sự, Yoon đồng ý nhận vai trong bộ phim Cổ trang - Giả tưởng của đài JTBC Chiếc gương của phù thủy (Mirror of the Witch), vào vai bác sĩ nổi tiếng thời Joseon Hur Jun. Bộ phim là câu chuyện giả tưởng về Hur Jun ở thời trẻ của anh và hành trình giải cứu cho công chúa bị nguyền rủa (Kim Sae-ron), cô gái mà sau này anh yêu. Từ tháng 5 năm 2016, anh trở thành thành viên chính thức của mùa thứ ba chương trình 2 Days & 1 Night.
Năm 2017, Yoon xác nhận vào vai chính trong bộ phim ngắn 3 tập, Romance Full of Life, là một trong ba phần của miniseries 9 tập trên đài MBC, Three Colors of Fantasies. Cùng năm đó, anh nhận vai chính trong bộ phim The Best Hit của KBS2.
2018-nay: Tiếp tục sự nghiệp
Vào năm 2018, Yoon đóng vai chính trong bộ phim tình cảm lãng mạn cổ trang Đại quân - Họa nên ái tình (Grand Prince). Bộ phim thành công, trở thành bộ phim truyền hình TV Chosun được đánh giá cao nhất kể từ khi thành lập vào năm 2011. Anh tiếp theo đóng vai chính trong bộ phim về luật pháp Your Honor, đóng hai vaii, một thẩm phán và một người bị kết án. Cùng năm đó, Yoon đã tham gia bộ phim Private Woman cùng với Kim Yoon-hye. Anh đóng vai một người đàn ông có vết sẹo lớn trong tim và những ký ức tình cảm từ mối quan hệ với mối tình đầu.
Năm 2019, anh tham gia vào một bộ phim cổ trang Hoa lục đậu (Nokdu Flower). Cũng cùng năm đó, Yoon đóng vai chính trong bộ phim kinh dị, hài hước của đài tvN, mang tên Psychopath Diary, đóng vai một người làm trong công ty chứng khoán, ngây thơ và không bao giờ trách ai, trong một vụ tai nạn, anh bị mất trí nhớ và bắt đầu tin rằng mình là một kẻ giết người tâm thần.

## Cuộc sống cá nhân
Yoon là một người say mê đọc sách. Anh có 2000 cuốn sách ở nhà. Anh thường đọc những cuốn sách trong thời gian nghỉ ngơi khi không đóng phim.
Vào ngày 28 tháng 4 năm 2014, Yoon bí mật được nhận vào Đội hải quân cảnh sát Hàn Quốc (Republic of Korea Marine Corps). Yoon đã nhanh chóng đề nghị rằng anh muốn được nhận vào quân đội một cách bí mật để tránh gây ảnh hưởng đến những người phục vụ quân đội khác. Ngày 27 tháng 1 năm 2016, Yoon đã hoàn thành nghĩa vụ quân sự của mình.

## Danh sách phim

### Phim truyền hình
| Năm       | Tựa phim                                                      | Vai diễn                                                          | Kênh      |
| --------- | ------------------------------------------------------------- | ----------------------------------------------------------------- | --------- |
| 2009      | Gia đình là số một 2 (High Kick Through the Roof)             | Jung Joon Hyuk                                                    | MBC       |
| 2010      | Vua bánh mì (King of Baking, Kim Takgu)                       | Kim Tak Gu                                                        | KBS2      |
| 2010      | Nhiệm vụ khó chơi (Once Upon a Time In Saengchori)            | Park Shi Yoon (khách mời)                                         | TvN       |
| 2011      | Em là con gái (Me Too, Flower!)                               | Seo Jae Hee                                                       | MBC       |
| 2011-2012 | Gia đình là số một 3 (High Kick: Revenge of the Short Legged) | Yoon Shi Yoon (khách mời tập 88, mối tình đầu của cô Park Ha-sun) | MBC       |
| 2012      | Brand Guardians                                               | Ha Woo Joo (tập 1-tập 13)                                         |           |
| 2013      | Mỹ nam nhà bên (Flower Boys Next Door)                        | Enrique Geum                                                      | TvN       |
| 2013      | Tiệm mì hạnh phúc (Happy Noodles)                             | Xiu Can                                                           | ZJSTV     |
| 2013-2014 | Thủ tướng và Tôi (Prime Minister and I)                       | Kang In Ho                                                        | KBS2      |
| 2016      | Quý cô nóng tính và Nam Jung-gi (Ms. Temper and Nam Jung-Gi)  | Yoon Shi Yoon (khách mời tập 16)                                  | JTBC      |
| 2016      | Chiếc gương của phù thủy (Mirror of the Witch)                | Heo Jun                                                           | JTBC      |
| 2017      | Cuộc sống lãng mạn (Romance full of Life)                     | So In Sung                                                        | MBC       |
| 2017      | Cú đánh cực đỉnh (The Best Hit)                               | Yoo Hyun Jae                                                      | KBS2      |
| 2018      | Đại quân - Họa nên ái tình (Grand Price)                      | Lee Hwi / Eun Sung                                                | TV Chosun |
| 2018      | Thẩm phán giả mạo (Your Honor)                                | Han Soo Ho / Han Kang Ho                                          | SBS       |
| 2019      | Hoa lục đậu (Nokdu Flower)                                    | Baek Yi Hyun / Ogre / Oni                                         | SBS       |
| 2019-2020 | Nhật ký đa nhân cách (Psychopath Diary)                       | Yook Dong Sik                                                     | TvN       |
| 2020      | Chuyến tàu (Train)                                            | Seo Do-woon                                                       | OCN       |
| 2021      | Tình cờ ta gặp lại nhau (You Raise Me Up)                     | Yo Dong Sik                                                       | WAVVE     |
| 2022      | Now Is Beautiful                                              | Lee Hyun-jae                                                      | KBS2      |

### Phim điện ảnh
| Năm  | Tựa phim                                         | Vai diễn    |
| ---- | ------------------------------------------------ | ----------- |
| 2010 | Hồi chuông tử thần 2 (Death Bell 2: Bloody Camp) | Kwan Woo    |
| 2014 | Quý ngài hoàn hảo (Mr. Perfect)                  | Baek Se Jin |
| 2018 | Private Woman                                    | TBA         |

### Chương trình giải trí
| Năm  | Chương trình            | Kênh | Ghi chú                 |
| ---- | ----------------------- | ---- | ----------------------- |
| 2010 | Strong Heart            | SBS  | Khách mời (tập 35,36)   |
| 2011 | Happy Together          | KBS2 | Khách mời (tập 152)     |
| 2012 | Strong Heart            | SBS  | Khách mời (tập 159,160) |
| 2012 | Taxi Talk Show          | TvN  | Khách mời (tập 270)     |
| 2013 | Gag Concert             | KBS2 | Khách mời (tập 686)     |
| 2013 | Barefooted Friends      | SBS  | Thành viên chính thức   |
| 2013 | Happy Together          | KBS2 | Khách mời (tập 328)     |
| 2016 | Abnormal Summit         | JTBC | Khách mời (tập 99)      |
| 2016 | 2 Days & 1 Night        | KBS2 | Thành viên chính thức   |
| 2017 | Your Big Question       | SBS  | Khách mời               |
| 2018 | Law Of The Jungle       | SBS  | Khách mời (tập 330)     |
| 2019 | Dating DNA Laboratory X | MBN  | MC chính thức           |
| 2019 | The Naturally           | MBN  | Khách mời (tập̣ 9,10)    |
| 2019 | Amazing Saturday        | TvN  | Khách mời (tập 83)      |

### Radio
| Năm  | Chương trình               | Kênh         | Ghi chú                |
| ---- | -------------------------- | ------------ | ---------------------- |
| 2012 | Fanfare of the Little Band | KBS1         | Khách mời              |
| 2016 | Lee Guk-Joo's Youngstreet  | SBS Power FM | Khách mời (20/04/16)   |
| 2016 | Lee Guk-Joo's Youngstreet  | SBS Power FM | DJ đặc biệt (18/08/16) |

### Dẫn chương trình
| Năm  | Chương trình             | Kênh |
| ---- | ------------------------ | ---- |
| 2013 | KBS Song Festival        | KBS  |
| 2018 | 2018 Dream Concert       | N/A  |
| 2018 | KBS Entertainment Awards | KBS  |

## Danh sách đĩa nhạc

### Bản nhạc
| Năm  | Chương trình                         | Tựa đề                                |
| ---- | ------------------------------------ | ------------------------------------- |
| 2009 | High Kick Through The Roof OST       | "The Road To Me"                      |
| 2010 | King of Baking, Kim Takgu OST        | "Only You"                            |
| 2013 | Flower Boys Next Door OST            | "I want to date you"                  |
| 2013 | Barefooted Friends My Song, My Story | "Grandpa's bicycle"(ft Juniel, Tablo) |
| 2017 | The Best Hit OST                     | "Say it"(J2 with Hong Kyung Min)      |
| 2018 | N/A                                  | "You Are Just Like the Spring"        |
| 2018 | N/A                                  | "I Will Tell You"                     |
| 2018 | N/A                                  | "Downhill"                            |

### Video âm nhạc
| Năm  | Tựa đề          | Nghệ sĩ        |
| ---- | --------------- | -------------- |
| 2009 | "Lonely Voyage" | Kim Dong Ryool |
| 2010 | "I Promise You" | Park Hyo Shin  |
| 2017 | "Still There"   | Shin Hye Sung  |

## Giải thưởng và đề cử
| Năm  | Giải thưởng                                  | Hạng mục                                              | Đề cử chương trình         | Kết quả   |
| ---- | -------------------------------------------- | ----------------------------------------------------- | -------------------------- | --------- |
| 2009 | MBC Entertainment Awards                     | Best New Actor in Comedy/Sitcom                       | High Kick Through the Roof | Đề cử     |
| 2009 | MBC Entertainment Awards                     | Best Couple Award with Shin Se-kyung                  | High Kick Through the Roof | Đoạt giải |
| 2010 | 46th Baeksang Arts Awards                    | Best New Actor in TV                                  | High Kick Through the Roof | Đề cử     |
| 2010 | 3rd Korea Drama Awards                       | Best New Actor                                        | King of Baking, Kim Takgu  | Đoạt giải |
| 2010 | 18th Korean Culture and Entertainment Awards | Popularity Award, Actor                               | King of Baking, Kim Takgu  | Đoạt giải |
| 2010 | 11th Korean Entertainment Culture Awards     | Male Grand Prize (Daesang) for Drama                  | King of Baking, Kim Takgu  | Đoạt giải |
| 2010 | KBS Drama Awards                             | Best Couple Award with Lee Young-ah                   | King of Baking, Kim Takgu  | Đoạt giải |
| 2010 | KBS Drama Awards                             | Popularity Award, Actor                               | King of Baking, Kim Takgu  | Đề cử     |
| 2010 | KBS Drama Awards                             | Best New Actor                                        | King of Baking, Kim Takgu  | Đề cử     |
| 2010 | KBS Drama Awards                             | Excellence Award, Actor in a Special Production Drama | King of Baking, Kim Takgu  | Đoạt giải |
| 2011 | 47th Baeksang Arts Awards                    | Best Actor in TV                                      | King of Baking, Kim Takgu  | Đề cử     |
| 2012 | 2012 Asia Top 10 Popular Star Awards         | Top Ten Asian Stars                                   |                            | Đoạt giải |
| 2016 | KBS Entertainment Awards                     | Rookie Award in Variety                               | 2 Days & 1 Night           | Đoạt giải |
| 2018 | 6th APAN Star Awards                         | Excellence Award, Actor in a Miniseries               | Grand Price                | Đề cử     |
| 2018 | KBS Entertainment Awards                     | The Best Entertainer                                  | 2 Days & 1 Night           | Đoạt giải |
| 2018 | SBS Drama Awards                             | Excellence Award for Actor (Wed-Thurs Drama)          | Your Honor                 | Đoạt giải |